# Jacques Sadoul (éditeur)
Pour les articles homonymes, voir Jacques Sadoul et Sadoul.
Jacques Sadoul, né le 8 décembre 1934 à Agen en Lot-et-Garonne, et mort le 18 janvier 2013 à Astaffort, dans le même département, est un directeur de collection, directeur littéraire et écrivain français.
Il a compilé des anthologies de science-fiction et de fantastique, et a également écrit des ouvrages sur l'alchimie, l'astrologie, la photographie, et la littérature policière.

## Biographie
Jacques Sadoul grandit dans le Sud-Ouest et fut élève du lycée Bernard Palissy d'Agen où il obtint son baccalauréat en 1954.
Après avoir été rédacteur en chef de Mystère magazine et du Alfred Hitchcock magazine entre 1964 et 1968, ainsi que directeur du Club du livre d’anticipation et du Club du livre policier de 1965 à 1968, Jacques Sadoul assure la direction éditoriale de la collection de poche J'ai lu pendant plus de 30 ans, à compter de 1968 et jusqu'en 1999. Il dirige notamment au sein de J'ai lu la collection Science-fiction, et contribue à faire connaître la science-fiction à un large public. Il avait commencé cette activité aux éditions Opta, où il cofonda le Club du livre d'anticipation en 1966 et la collection Galaxie-bis en 1967.
En grand amateur et collectionneur de pulps (fonds Georges H. Gallet acheté à ce dernier en 1965), il partage sa passion dans la collection Les Meilleurs Récits chez J'ai lu.
En 1972, il crée le prix Apollo qui récompensera les meilleurs romans de science-fiction publiés en France jusqu’en 1990.
Également romancier, il publie les dix titres du cycle des aventures-enquêtes de Carol Evans entre 1981 et 1999. Il écrit en parallèle d'autres romans populaires, notamment Trois morts au soleil qui reçoit le Grand prix de littérature policière en 1987.
En 2006, il fait paraître ses mémoires, intitulés C'est dans la poche.
Il meurt le 18 janvier 2013 à Astaffort en Lot-et-Garonne, à l'âge de 78 ans. Il est inhumé au cimetière communal.

## Œuvres
(liste non exhaustive)

### Anthologies

#### Dans la collection «Les Meilleurs Récits de…»

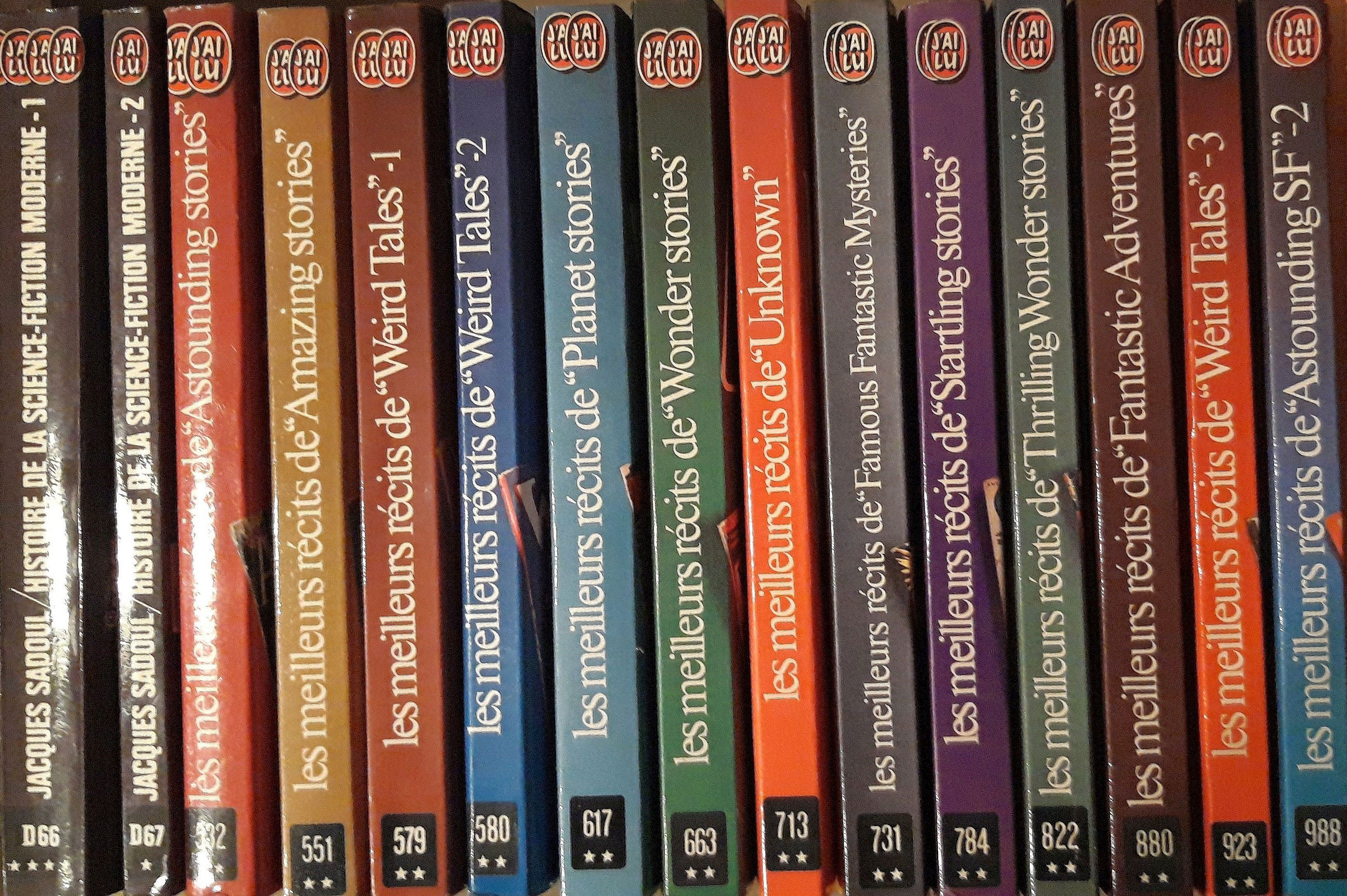
Les meilleurs Récits de....

- Les Meilleurs Récits de Amazing Stories (1974 - 90 000 ex.[8])
- Les Meilleurs Récits de Astounding Stories – période 34/37 (1974)
- Les Meilleurs Récits de Weird Tales Tome 1 – période 25/32 (1975)
- Les Meilleurs Récits de Weird Tales Tome 2 – période 33/37 (1975)
- Les Meilleurs Récits de Planet Stories (1975)
- Les Meilleurs Récits de Wonder Stories (1976)
- Les Meilleurs Récits de Unknown (1976)
- Les Meilleurs Récits de Famous Fantastic Mysteries (1977)
- Les Meilleurs Récits de Startling Stories (1977)
- Les Meilleurs Récits de Fantastic Adventures (1978)
- Les Meilleurs Récits de Thrilling Wonder Stories (1978)
- Les Meilleurs Récits de Weird Tales Tome 3 – période 38/42 (1979)
- Les Meilleurs Récits de Astounding Stories – période 38/45 (1979)
- Les Meilleurs Récits de Weird Tales (1989) Réédition des deux premiers tomes

#### Dans la collection «Librio»
- La Méchante Dose : neuf nouvelles de David Goodis à Léo Malet, Librio Noir no 273 (1999)
- Une histoire de la science-fiction, tome I : Les premiers maîtres (1901-1937), Librio no 345 (2000)
- Une histoire de la science-fiction, tome II : L'âge d'or (1938-1957), Librio no 368 (2000)
- Une histoire de la science-fiction, tome III : L'expansion (1958-1981), Librio no 404 (2000)
- Une histoire de la science-fiction, tome IV : Le renouveau (1982-2000), Librio no 437 (2000)
- Une histoire de la science-fiction, tome V : La science-fiction française (1950-2000), Librio no 485 (2001)

#### Autres anthologies

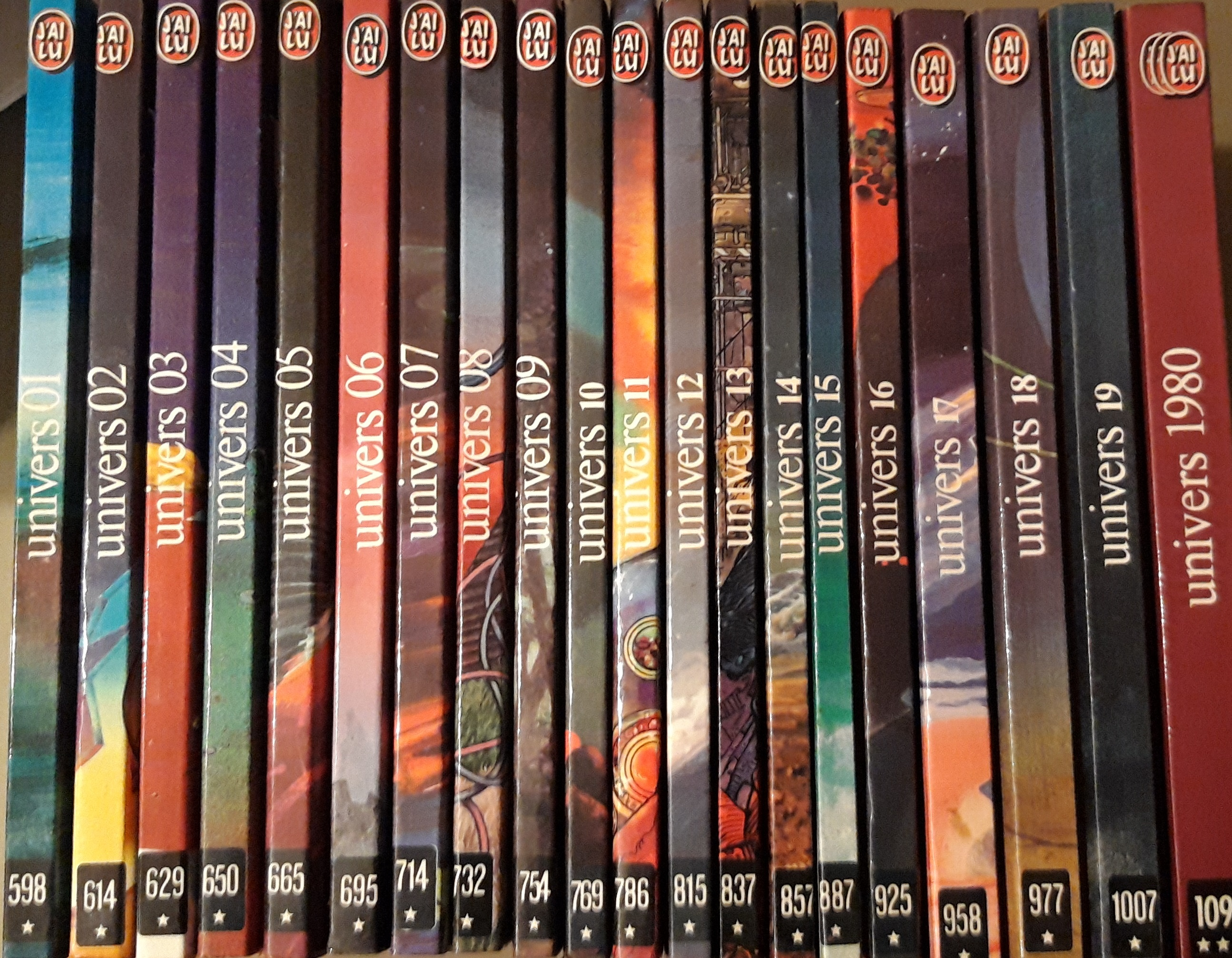
Anthologie 'Univers', ici no 1 à 1980.

- Le Trésor des alchimistes, Éditions Publication premières (1970) ; réédition, J'ai lu, coll. « L'Aventure mystérieuse » no A258 (1971) ; édition revue, J'ai lu, coll. « L'Aventure mystérieuse » no 2986 (1990)
- Hier l'an 2000 : l'illustration de science-fiction des années 1930, Denoël (1973)
- Univers 01 à Univers 19 (1975-1979, trimestrielle)
- Univers 1980 à Univers 1989 (1980-1989, devient annuelle)
- Anthologie de la littérature policière : de Conan Doyle à Jerome Charyn, Ramsay (1980)
- Anthologie de la science-fiction, J'ai Lu 1971/75, puis rééd. Ramsay 1981 (voir photo à anthologies SF (G.))

### Essais
- Les filles de papier, éd. Elvifrance, 128 pages, (1971)
- L'Enfer des bulles, éd. Jean-Jacques Pauvert (1968) ; réédition augmentée sous le titre L'Enfer des bulles - vingt ans après, Albin Michel (1990)
- L'Énigme du zodiaque, éd. Denoël, coll. « Frontières de l’inconnu » (1971) ; réédition, J'ai lu, coll. « L'Aventure mystérieuse » no A299 (1973)
- Le Grand Art de l'alchimie, éd. Albin Michel, coll. « Sciences parallèles » (1972) ; réédition, J'ai lu, coll. « L'Aventure mystérieuse » no A329 (1975)
- Histoire de la science-fiction moderne : 1911-1971, Albin Michel (1973) ; réédition augmentée sous le titre Histoire de la science-fiction moderne : 1911-1984, Robert Laffont (1984)
- Histoire de la science-fiction moderne, tome I : domaine anglo-saxon, J'ai lu coll. « Documents » no 66 (1975)
- Histoire de la science-fiction moderne, tome II : domaine français, J'ai lu coll. « Documents » no 67 (1975)
- Panorama de la bande dessinée, J'ai lu, coll. « Documents » no 75 (1976)
- 93 ans de BD, J'ai lu no 2561 (1989)

### Romans

#### Cycle Carol Evans
- L'Héritage Greenwood (1981)
- La Chute de la maison Spencer (1982)
- L'Inconnue de Las Vegas (1984)
- Doctor Jazz (1988)
- Yerba Buena (1992)
- Carol s'en va en guerre (1993) (simple réédition en un seul coffret des livres suivants : L'Héritage Greenwood, La Chute de la maison Spencer et Yerba Buena)
- A Christmas Carol (Un chant de Noël, un Noël de Carol) (1994)
- Trop de détectives (1997)
- Le Homard fou (1998)
- Carré de dames (1999)

#### Cycle du domaine de R.
Onze romans, notamment :
- La Passion selon Satan (1960)
- Le Jardin de la licorne (1977)
- Les Hautes Terres du Rêve (1979)
- La Mort du héros (1984)
- La Cité fabuleuse (1991)

#### Autres romans
- L'Île Isabelle (1987)
- Trois morts au soleil (1988)
- La Mort et l'Astrologue (1990)
- La Belle-est-venue (1993)
- Baron-Samedi (1995)
- Les Sept Masques (1997)
- La Méchante dose (1999)
- Chronique des dragons oubliés (2000)
- Shaggartha (2005)
- Le Ballet des sorcières (2006)

### Mémoires
- C'est dans la poche !, Bragelonne, (2006) ; réédition, J'ai lu no 8603, 2007

## Radio
- L'émission Mauvais genres présentée par François Angelier sur France Culture a consacré (dans le cadre de la sortie de ses mémoires C'est dans la poche !) l'émission du 30 décembre 2006 à Jacques Sadoul (fiche de l'émission).

## Prix
- Grand prix de littérature policière 1987 pour Trois morts au soleil[9]